# Canon EF 17-40 мм
Canon EF 17-40 мм. f/4L USM lens — широкоугольный зум-объектив для цифровых фотокамер Canon EOS с байонетом EF.

## Изображения

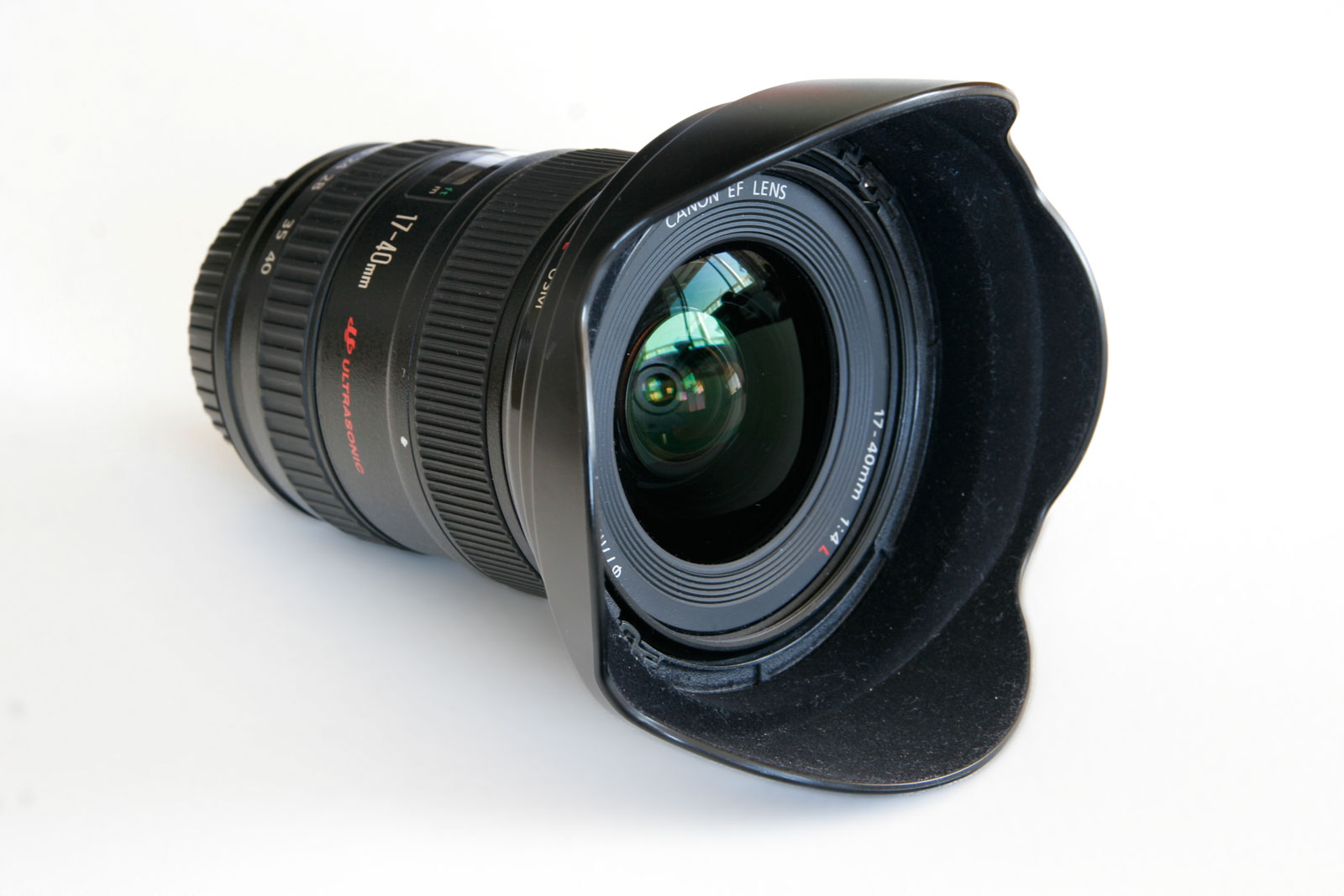
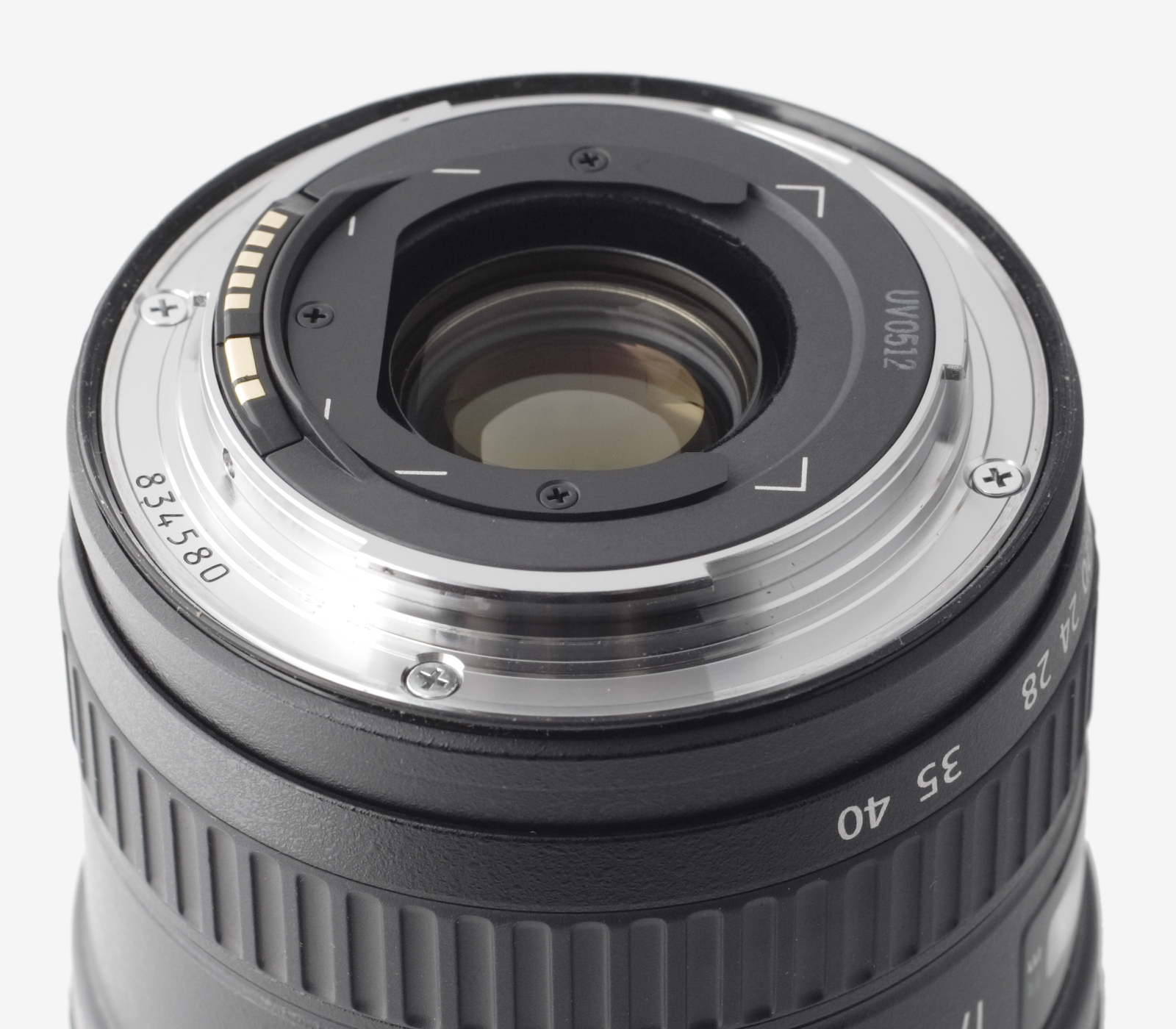
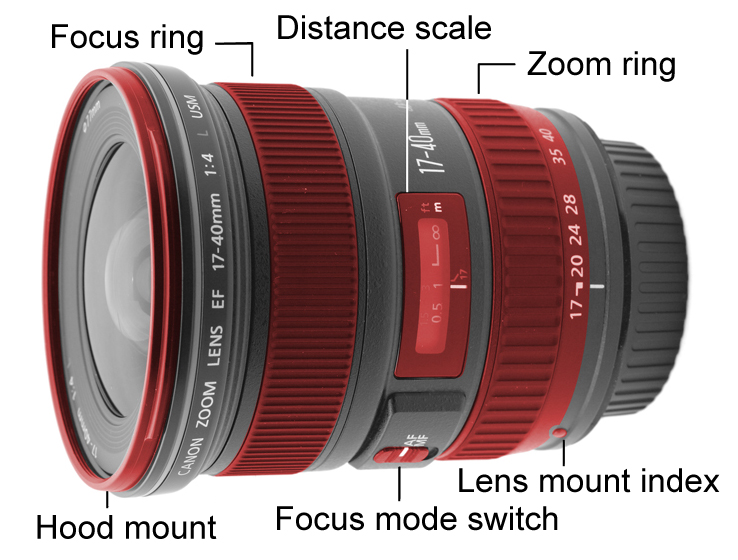

### Спецификации
- EF 17-40 f/4.0L USM на русском сайте Canon
- Canon EF 17-40mm f/4L USM на европейском сайте Canon (англ.)